# Reform.news
Reformation (Reform.news, до апреля 2024 г. — Reform.by) — белорусское интернет-СМИ. Содержит специализированные разделы: новости, статьи, интервью и мнения. Популярность приобрело после протестов в Беларуси в 2020—2021 годах. Сооснователь, главный редактор и директор — Фёдор Павлюченко.

## История
Идея создания проекта «Реформация» (Rfrm.io) как площадки для обсуждения реформ в Беларуси принадлежит Дарье Минской. Сайт был открыт в 2016 году. В формате полноценного общественно-политического информационного портала на домене Reform.by он работает с июля 2018 года.

## Цензура
25 августа 2021 года по решению Мининформации доступ к сайту заблокирован в Беларуси.
30 марта 2022 года Роскомнадзор заблокировал главное «зеркало» проекта для пользователей из России.
14 марта 2024 года Ленинский районный суд Бреста внёс сайт Reform.by в Республиканский список экстремистских материалов. 15 апреля Оперативно-аналитический центр отобрал домен Reform.by. Сайт перенесён на домен Reform.news.

## Награды
Редакция Reform.by стала одним из победителей премии Free Media Awards 2023 года.
27 июня 2024 года главный редактор Reform.news Фёдор Павлюченко получил Премию Кшиштофа Михальского для белорусских журналистов в изгнании в номинации «Журналистское расследование».
Главный редактор Reform.news Фёдор Павлюченко получил премию Белорусского правозащитного сообщества 2024 года в номинации «Журналист года».